# Arystarch z Samotraki
Arystarch z Samotraki (ur. 216 p.n.e., zm. 144 p.n.e.) – grecki gramatyk, uczeń Arystofanesa z Bizancjum. 
Uznawany jest za twórcę krytyki literackiej (a konkretniej także krytyki tekstualnej) –  wprowadził do tego klasyczny system oznaczeń, używany w Aleksandrii aż do czasów Orygenesa (m.in. w jego Heksapli). Był autorem ponad 800 komentarzy do utworów poetyckich. 
Został później kierownikiem Biblioteki Aleksandryjskiej. Zmarł na wygnaniu na Cyprze, gdzie dotknięty puchliną wodną zagłodził się na śmierć.